# Iszkáz
Iszkáz es un pueblo ubicado en el distrito de Devecser, en el condado de Veszprém, Hungría.

## Superficie
Posee una superficie de 15,74 kilómetros cuadrados.

## Demografía
Hasta 2019 la población era de 328 habitantes, con una densidad de población de 20,84 habitantes por kilómetro cuadrado.